# 视图
檢視表 (View) 是在關聯式資料庫中，將一組查詢指令構成的結果集，組合成可查詢的資料表的一種資料庫物件。與資料表不同的是，資料表是一種實體結構（Physical Structure），但檢視表是一種虛擬結構（Virtual Structure），在實體資料表中的改變都可以立刻反映在檢視表中，不過部份資料庫管理系統也支援具更新能力的檢視表（Updatable View）。
檢視表具有下列的好處：
- 可以將實體資料表隱藏起來，讓外部程式的設計師無法得知實際的資料結構，降低資料庫被攻擊的風險。
- 在多數的情況下，檢視表是唯讀的，外部程式無法直接透過檢視表修改資料（具更新能力的檢視表除外）。
- 簡化查詢，資料庫管理員可以將高度複雜的查詢，包裝在檢視表中，外部程式只需要直接存取該檢視表即可取出需要的資料。
- 在檢視表中先行執行運算。
- 檢視表可視為資料表，具有 JOIN 的能力。
- 資料庫中只需要儲存定義，無須儲存資料。

## 語法
檢視表由於是資料庫物件之一，因此需要使用資料定義語言來建立，修改與刪除，例如下列的指令：
```
CREATE
 
VIEW
 
v_myView

AS

   
SELECT
 
*
 
FROM
 
myTable

```

即可建立一個檢視表，而外部程式可以用下列指令來存取檢視表：
```
SELECT
 
*
 
FROM
 
v_myView
 
WHERE
 
myID
 
=
 
3982

```

若要刪除檢視表，則可以用DROP VIEW v_myView來刪除。